# Camera di commercio e dell'industria di Parigi

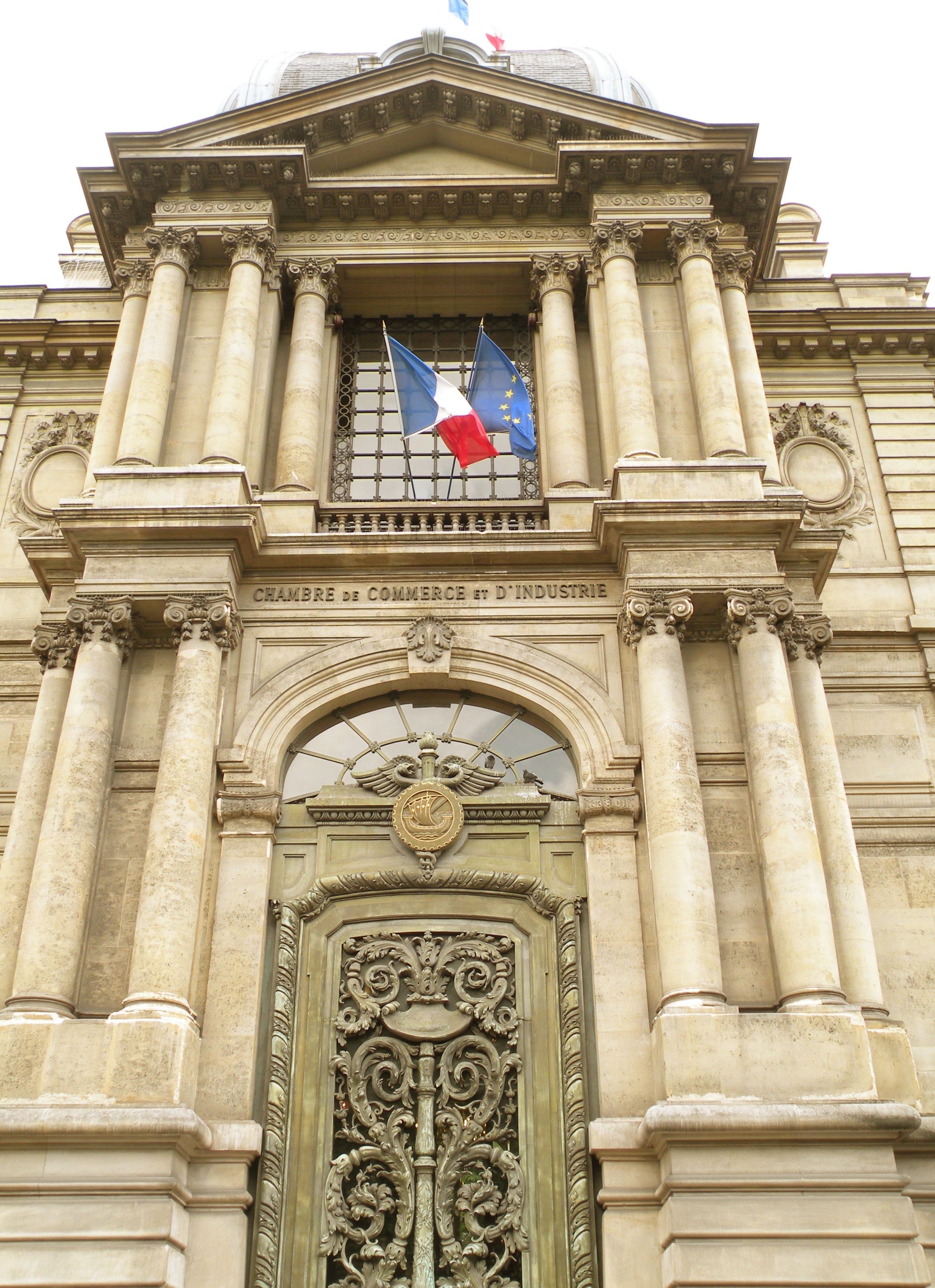
La sede della CCIP

La Chambre de commerce et d'industrie de Paris (CCIP) è la Camera di commercio e industria dei dipartimenti francesi di Parigi, degli Hauts-de-Seine, della Senna-Saint-Denis e del Val-de-Marne. 
Fa parte della  Chambre régionale de commerce et d'industrie Paris - Ile-de-France con la quale dovrebbe fondersi entro il 2010.